# Ришајд
Ришајд (њем. Rüscheid) општина је у њемачкој савезној држави Рајна-Палатинат. Једно је од 62 општинска средишта округа Нојвид. Према процјени из 2010. у општини је живјело 769 становника. Посједује регионалну шифру (AGS) 7138066.

## Географски и демографски подаци
Ришајд се налази у савезној држави Рајна-Палатинат у округу Нојвид. Општина се налази на надморској висини од 359 метара. Површина општине износи 4,9 km². У самом мјесту је, према процјени из 2010. године, живјело 769 становника. Просјечна густина становништва износи 157 становника/km².